# Golestan (Saadi)

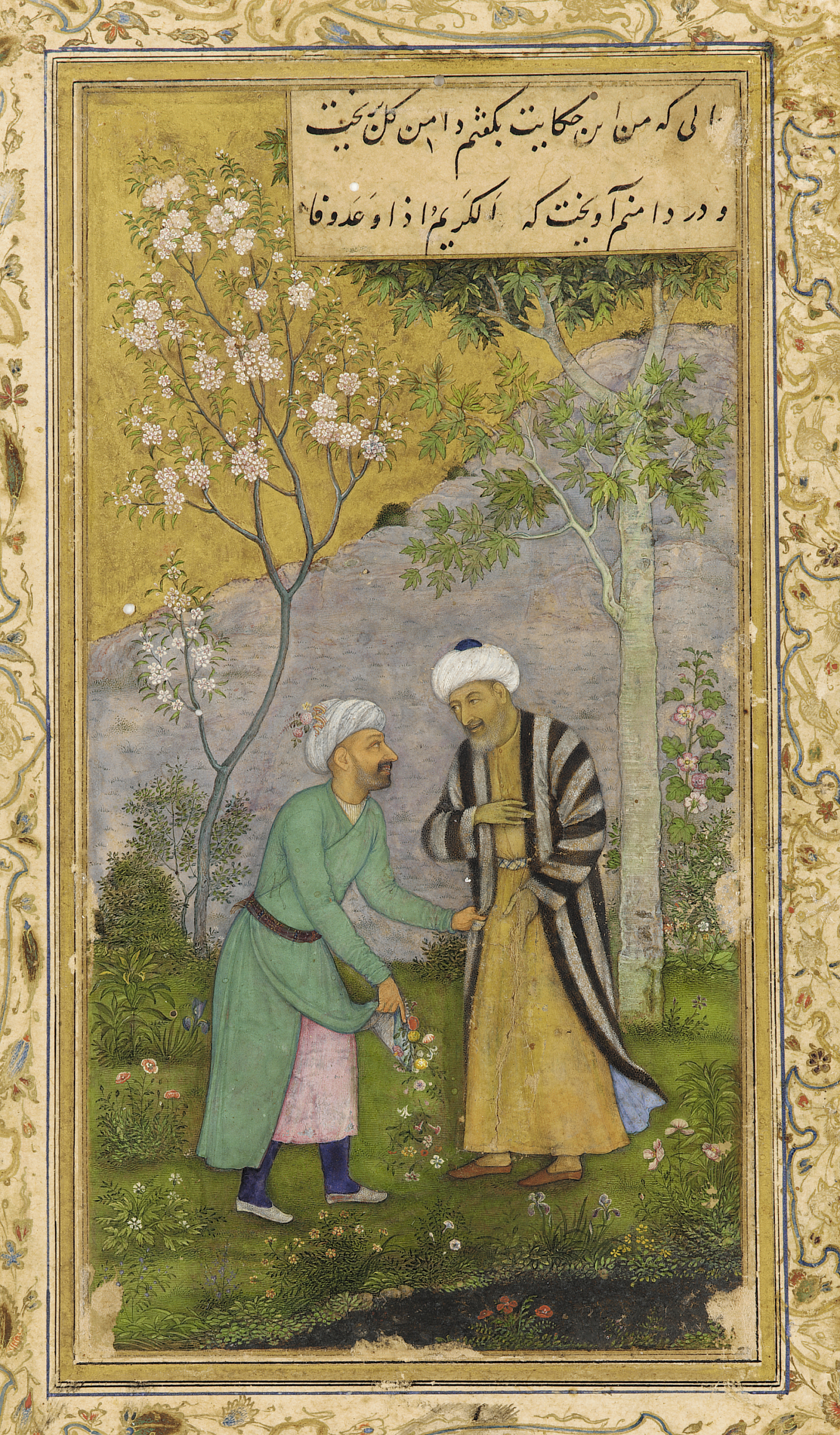
Saadi (rechts) schlägt seinem Freund vor, den Rosengarten zu schreiben. Mogulische Miniatur nach Saadis Einleitung, aus einem Manuskript des Rosengartens von ca. 1645 in der Freer Gallery of Art, Washington, D.C.

Golestan bzw. Golestān (persisch گلستان „Rosengarten“), geschrieben 1259, ist eine Sammlung von persischen Gedichten und Geschichten. Neben Bustan ist es das zweite allgemein bekannte Werk des Dichters Saadi und zählt zu den wichtigsten Werken der persischen Literatur.

## Eigenart
Das vorwiegend in Prosa verfasste und mit Versen unterschiedlicher Form und Metren durchzogene Werk ist thematisch und formal dem Bustān angelehnt, erschien jedoch nicht in zehn, sondern in acht Kapiteln – ähnlich den acht Pforten zum Paradies. Das Werk enthält Geschichten und persönlich gefärbte Anekdoten, Aphorismen, Ratschläge und humorvolle Reflexionen. Es umfasst Kapitel zum Umgang mit den Königen, über die Moral der Derwische, über die Zufriedenheit und die Vorzüge des Schweigens, über Liebe und Jugend, Schwäche und Alter, die Wirkung der Erziehung und Regeln über das gute Leben.
Die Frage nach der Intention seines Werkes beantwortet Saadi in der Einleitung zum Golestān wie folgt:

„Am Morgen, als die Lust zurückzukehren über den Wunsch dazubleiben den Sieg davontrug, sah ich, daß [mein Freund] einen Kleidersaum voll Rosen und Basilien und Hyazinthen und Amaranten zusammenpflückte, und sich zur Rückkehr in die Stadt anschickte. Auf den Bestand der Rosen des Gartens, sprach ich, kann man, wie du weißt, nicht vertrauen, und auf die Verheißungen des Rosengartens nicht bauen; du kennst aber den Ausspruch der Weisen: Wo wir keinen festen Grund finden, sollen wir unser Herz nicht binden. Was ist denn zu tun? fragte er. Ich antwortete: Zur Erlustigung der Beachtenden und zur Erheiterung der Betrachtenden kann ich ein Buch des Rosengartens verfassen, dessen Blätter der Wind des Spätjahrs nicht mit gewalttätiger Hand zerreißt, und an dessen Frühlingslust der Wechsel der Zeit nicht durch den Flattersinn des Herbstes seine Unbeständigkeit beweist.
Wozu soll denn von Rosen für dich ein ganzer Strauß?
Aus meinem Rosengarten nimm dir ein Blatt heraus.
Nach fünf, sechs Tagen mußt du die Rosen welken sehn,
Die Schönheit meines Gartens wird immerfort bestehn.“

Der Rosengarten und der Bustān zeichnen sich  durch hohe sprachliche Eleganz und Flüssigkeit aus. Zudem kennzeichnet beide eine starke Ausdruckskraft der Sprache. Dem Bustān wird  allerdings eine stärkere Ernsthaftigkeit in Ton und Absicht zugesprochen.

## Wirkung
Der Rosengarten inspirierte viele weitere Werke, darunter den Bahārestān von Dschami (1497). Viele der 405 Sprichwörter und Aphorismen fanden Eingang in den allgemeinen Sprachgebrauch aller persischen Gesellschaftsschichten.
Auch im Ausland wie der Türkei, Arabien und Indien genoss das Werk bereits im 16. Jahrhundert allgemeine Bekanntheit und diente im 19. Jahrhundert in Britisch-Indien als Lehrtext für die persische Sprache.
Durch Übersetzungen gelangte der Rosengarten von Iran auch in den europäischen Kulturraum, wo sich Saadi bald unter den aufgeklärten Lesern des 18. Jahrhunderts einen Ruf als lehrreicher und unterhaltsamer Dichter der Umgangsformen und Moral machte. Durch die Modeerscheinung orientalischer Sujets verbreitete sich Saadis Bekanntheit unter anderem bei Denis Diderot, Voltaire, Ernest Renan, Johann Gottfried Herder und Johann Wolfgang von Goethe. Ralph Waldo Emerson führte das Werk in den amerikanischen Raum ein und stellte es als One of the world’s sacred books vor. Henry David Thoreau zitierte daraus unter anderem in Walden.

## Übersetzungen
Übersetzungen in europäische Sprachen begannen im 17. Jahrhundert unter anderem mit André du Ryer (Französisch) (1634), Friedrich Ochsenbach (Deutsch) (1636), Stephen Sulivan (1774) (Englisch), Francis Gladwin (1806) u. v. a. Zahlreiche Übersetzungen folgten in weiteren Sprachen, darunter Urdu, Russisch, Italienisch, Rumänisch und Polnisch.

## Bekanntes Zitat

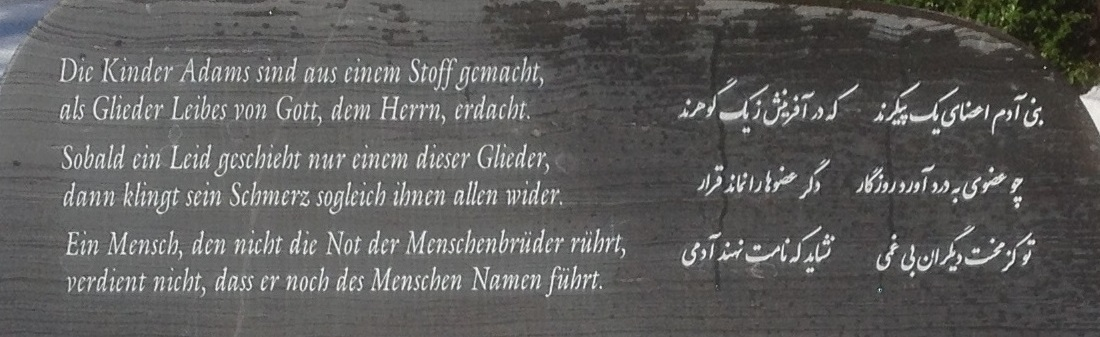
Saadi-Zitat auf einem Grabstein in Goslar

Die Eingangshalle des UNO-Hauptquartiers in New York City wird von einem Zitat aus dem Golestān geschmückt (»Rosengarten«, 1. Kapitel, Über den Weg der Könige, 10. Erzählung):
بـنـی آدم اعــضــای یکديگرند
که در آفـرينــش ز یک گوهرند
چو عضوى به درد آورد روزگار
دگر عـضـو ها را نـمـاند قـرار
تو کـز محنت دیگران بـی غمی
نـشــایـد که نـامـت نهند آدمی
banī ādam a‘żā-ye yek-dīgar-and
ke dar āfarīneš ze yek gauhar-and
čo ‘ożw-ī be-dard āwarad rūzegār
degar-e ‘ożw-hā-rā na-mānad qarār
to k'az meḥnat-e dīgarān bī-ġamm-ī
na-šāyad ke nāmat nahand ādam-ī 

Wörtliche Übersetzung und Nachdichtung
Adams Kinder einander Glieder sind,

Da sie aus einer Perl’ erschaffen sind.

Fügt nur ein Glied Leid hinzu der Welt,

Die andren Glieder dies in Aufruhr hält.

Dir, der dich die Not der andren nicht berührt,

Geziemt es nicht, dass dir der Nam’ »ein Mensch« gebührt.

Nachdichtung von Karl Heinrich Graf 1846:
Die Adamssöhne sind ja alle Brüder,

aus einem Stoff wie eines Leibes Glieder.

Hat Krankheit nur ein einz’ges Glied erfasst,

so bleibt den andern weder Ruh noch Rast.

Wenn andrer Schmerz dich nicht im Herzen brennet,

verdienst du nicht, dass man noch Mensch dich nennet.

Nachdichtung in Alexandrinern:
Die Kinder Adams sind aus einem Stoff gemacht,

als Glieder eines Leibs von Gott, dem Herrn, erdacht.

Sobald ein Leid geschieht nur einem dieser Glieder,

dann klingt sein Schmerz sogleich in ihnen allen wider.

Ein Mensch, den nicht die Not der Menschenbrüder rührt,

verdient nicht, dass er noch des Menschen Namen führt.

## Deutschsprachige Ausgaben (Auswahl)
- Muṣliḥ ad-Dīn Saʿdī: Der Rosengarten. Hrsg. von Dieter Bellmann und übersetzt von Karl Heinrich Graf. Gustav Kiepenheuer Verlag, Leipzig und Weimar 1990, ISBN 3-378-00368-5.
- Scheich Saadi: Der Rosengarten. Hrsg. von Dieter Bellmann und übersetzt von Karl Heinrich Graf. C. H. Beck, München 1998, ISBN 3-406-43337-5.
- Scheich Saadi: Hundertundeine Geschichte aus dem Rosengarten: Ein Brevier orientalischer Lebenskunst. Hrsg. und übersetzt von Basil Gelpke. Manesse, 1997, ISBN 3-7175-1354-0.
- Saadi von Schiras: Hundertundeine Geschichte aus dem Rosengarten: Ein Brevier orientalischer Lebenskunst. Hrsg. von Rudolf Gelpke. Piper, 2004, ISBN 3-492-24334-7.